# ديدييه كريستوف
ديدييه كريستوف (8 ديسمبر 1956 في فرنسا - ) (بالفرنسية: Didier Christophe)‏ هو مدرب كرة قدم ولاعب كرة قدم فرنسي في مركز الوسط. شارك مع منتخب فرنسا لكرة القدم. أما مع النوادي، فقد لعب مع ستاد ريمس وستاد رين ونادي تولوز ونادي غرونوبل ونادي ليل ونادي موناكو.

## وصلات خارجية
- ديدييه كريستوف على موقع قاعدة بيانات كرة القدم.إي يو (الإنجليزية)
- ديدييه كريستوف على موقع ناشيونال فوتبول تيمز (الإنجليزية)
- ديدييه كريستوف على موقع عالم كرة القدم.نت (الإنجليزية)